# Pali (Madhya Pradesh)
Pali è una suddivisione dell'India, classificata come nagar panchayat, di 20.868 abitanti, situata nel distretto di Umaria, nello stato federato del Madhya Pradesh. In base al numero di abitanti la città rientra nella classe III (da 20.000 a 49.999 persone).

## Geografia fisica
La città è situata a 23° 21' 0 N e 81° 2' 60 E e ha un'altitudine di 449 m s.l.m.

## Società

### Evoluzione demografica
Al censimento del 2001 la popolazione di Pali assommava a 20.868 persone, delle quali 10.805 maschi e 10.063 femmine. I bambini di età inferiore o uguale ai sei anni assommavano a 3.246, dei quali 1.671 maschi e 1.575 femmine. Infine, coloro che erano in grado di saper almeno leggere e scrivere erano 12.556, dei quali 7.524 maschi e 5.032 femmine.